# جوشوا هولتبي
جوشوا هولتبي (بالألمانية: Joshua Holtby)‏ هو لاعب كرة قدم ألماني، ولد في 20 يناير 1996 في إركلنتس في ألمانيا. لعب مع ألمانيا آخن.

## وصلات خارجية
- جوشوا هولتبي على موقع قاعدة بيانات كرة القدم.إي يو (الإنجليزية)
- جوشوا هولتبي على موقع Soccerway.com (الإنجليزية)
- جوشوا هولتبي على موقع عالم كرة القدم.نت (الإنجليزية)